# Glasgow Central Railway
A Glasgow Central Railway foi uma linha ferroviária construída em Glasgow, Escócia, pela Caledonian Railway, correndo em túnel de leste a oeste através do centro da cidade. Foi inaugurado em etapas a partir de 1894, abrindo novas oportunidades de viagem para os passageiros e permitindo que a Caledonian Railway acessasse docas e locais industriais na margem norte do rio Clyde. Um serviço de trem intensivo e popular foi operado, mas as longas seções de túneis com trens a vapor eram frequentes enfumaçadas e profundamente odiadas.
A rede era paralela às rotas da North British Railway na área e, após a nacionalização das ferrovias, declinou até ser fechada em etapas entre 1959 e 1964.
Em 1979, a parte central da rota foi reaberta como uma ferrovia de passageiros operada eletricamente, a Argyle Line; Ela tornou-se muito popular e as rotas de conexão aprimoradas para o oeste e o leste tornaram essa um ligação valiosa pela cidade mais uma vez. A seção da Argyle Lyne está em uso intenso hoje, mas as outras partes da antiga ferrovia permanecem fechadas.

## História

### Primeiras linhas principais em Glasgow

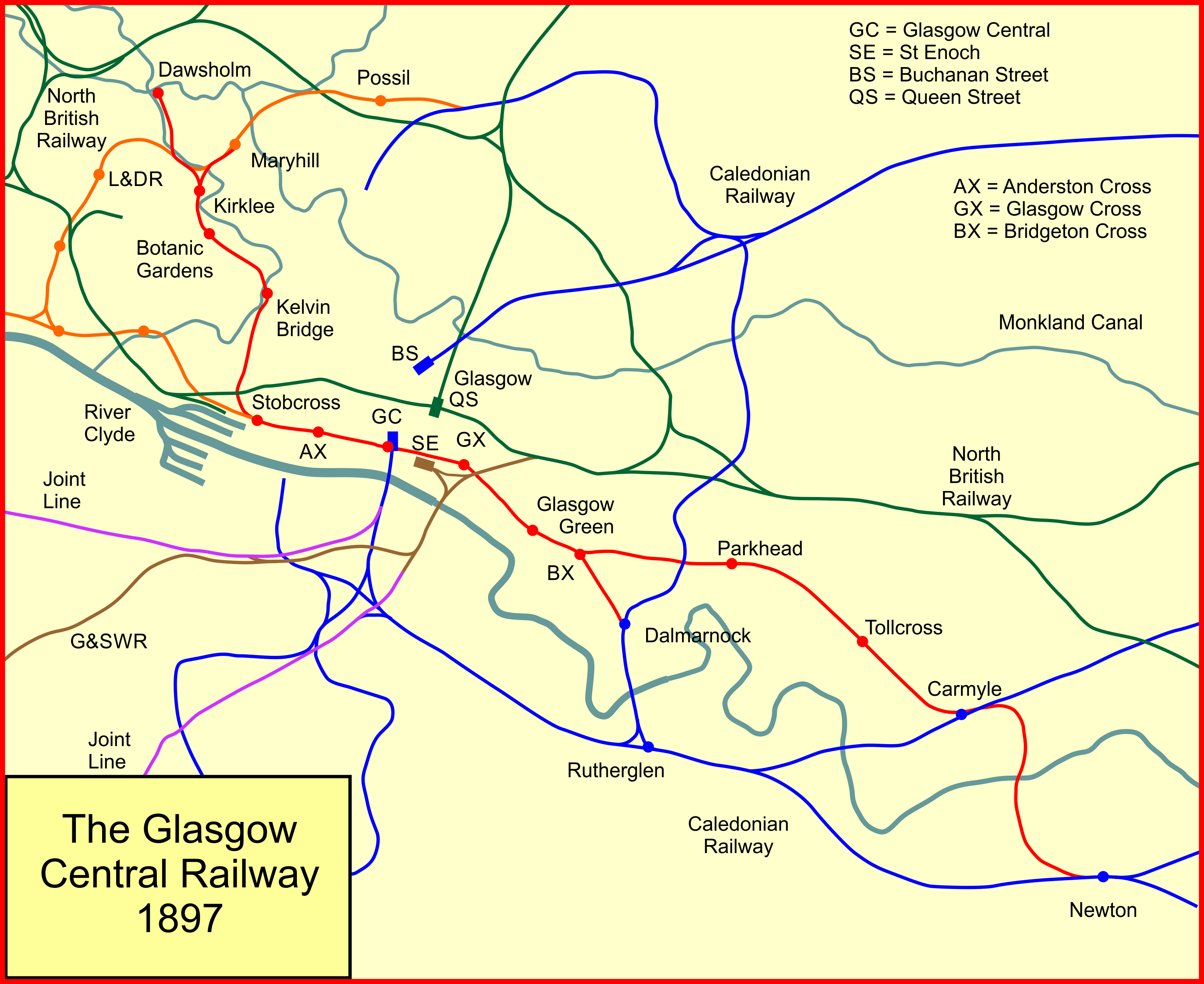
Mapa do sistema da Glasgow Central Railway

Em 1845, a Caledonian Railway foi autorizada a construir sua linha de Glasgow e Edimburgo a Carlisle. Esta era uma ferrovia projetada, inicialmente, sem pensar em viagens locais dentro das cidades. Ao adquirir participações em outras linhas, a Caledonian logo passou a ter três estações terminais em Glasgow: Buchanan Street, South Side e Bridge Street. Nenhuma delas era muito conveniente para o centro da cidade para os passageiros, e as mercadorias de e para o transporte marítimo no rio Clyde eram transportadas pelas ruas.
A Edinburgh and Glasgow Railway (E&GR) terminava na estação Glasgow Queen Street, um terminal apertado e conveniente para a cidade, mas sem acesso aos cais.
A Caledonian começou a obter acesso ao Clyde em Broomielaw patrocinando o nominalmente independente General Terminus and Glasgow Harbour Railway, que construiu uma atracação a uma curta distância a jusante da ponte de Glasgow no lado sul e construiu uma ferrovia à partir de Gushetfaulds (Junção de Larkfield). A construção foi concluída em dezembro de 1848, mas se conectou à Clydesdale Junction Railway, que só foi concluída no ano seguinte. O General Terminus representou um progresso considerável no manuseio de minérios a granel, mas ainda tinha capacidade limitada, pois os navios tinham que ficar ao longo da margem e as melhorias na navegação do Clyde ainda não haviam sido concluídas. No entanto, o Terminal teve um monopólio efetivo da exportação ferroviária de minerais por muitos anos.
Neste período, a rápida industrialização de Glasgow levou a um afluxo de trabalhadores para o centro da cidade: Glasgow tornou-se "a segunda cidade do Império Britânico", e os mais ricos mudaram-se para os subúrbios: Charing Cross, Hillhead e a área do Jardim Botânico. Ainda não havia uma ferrovia suburbana reconhecível.
Em 1858, a Glasgow, Dumbarton and Helensburgh Railway (GD&HR) abriu sua linha da  Edinburgh and Glasgow Railway em Cowlairs, no nordeste de Glasgow, dando uma volta e correndo ao norte do rio Clyde para Dumbarton e Helensburgh. O circuito ao norte de Glasgow era uma rota indireta, mas conseguiu conectar Dunbartonshire à rede ferroviária. A empresa foi absorvida pela E&GR em 1862 e a própria E&GR foi absorvida para formar a North British Railway (NBR) em 1865. Consequentemente, a Caledonian estava perdendo para um concorrente amargo.
Em 1870, a City of Glasgow Union Railway construiu uma ponte sobre o Clyde e os chamados "ônibus ferroviários", serviços frequentes com paradas espaçadas, foram instituídos. A City Union Line foi um esquema conjunto entre a NBR e a Glasgow and South Western Railway, outra concorrente.

### Desenvolvimentos de North Clyde
A partir de 1872, o Clyde Trustees empreendeu um projeto ambicioso para construir uma grande doca em Stobcross, em um pântano na margem norte a jusante. Isso se tornou o Queen's Dock, inaugurado em 1874.
A North British Railway construiu uma linha de conexão com ela, deixando a linha Glasgow, Dumbarton and Helensburgh Railway (GD&HR) em Maryhill e seguindo para o sul e depois para o leste. Foi necessário um circuito amplo para chegar a Stobcross por causa dos contornos e do desenvolvimento habitacional. Esta foi a Stobcross Railway. O tráfego começou em 20 de outubro de 1870 e formou uma importante artéria de mercadorias para a NBR. A Caledonian Railway recebeu poderes de operação para chegar ao cais de Sighthill, próximo a Edimburgo, um percurso longo e difícil sobre os trilhos da NBR, que colocou todos os obstáculos no caminho da Caledonian.
Em seguida, a NBR patrocinou outra empresa nominalmente independente, a Glasgow, Yoker and Clydebank Railway, que deixou a GD&HR perto de Jordanhill e correu para locais industriais, especialmente estaleiros, no rio Clyde. Esta foi inaugurada em 1882. Finalmente, a Glasgow City and District Railway foi promovida, também pela NBR, para construir uma linha subterrânea de leste a oeste conectando Coatbridge a Dumbarton. Foi inaugurada em 1886 e, embora caro para construir, foi um sucesso imediato. A North British Railway agora tinha uma rede suburbana decente em Glasgow e na margem norte do Clyde, e a Caledonian não tinha quase nada.

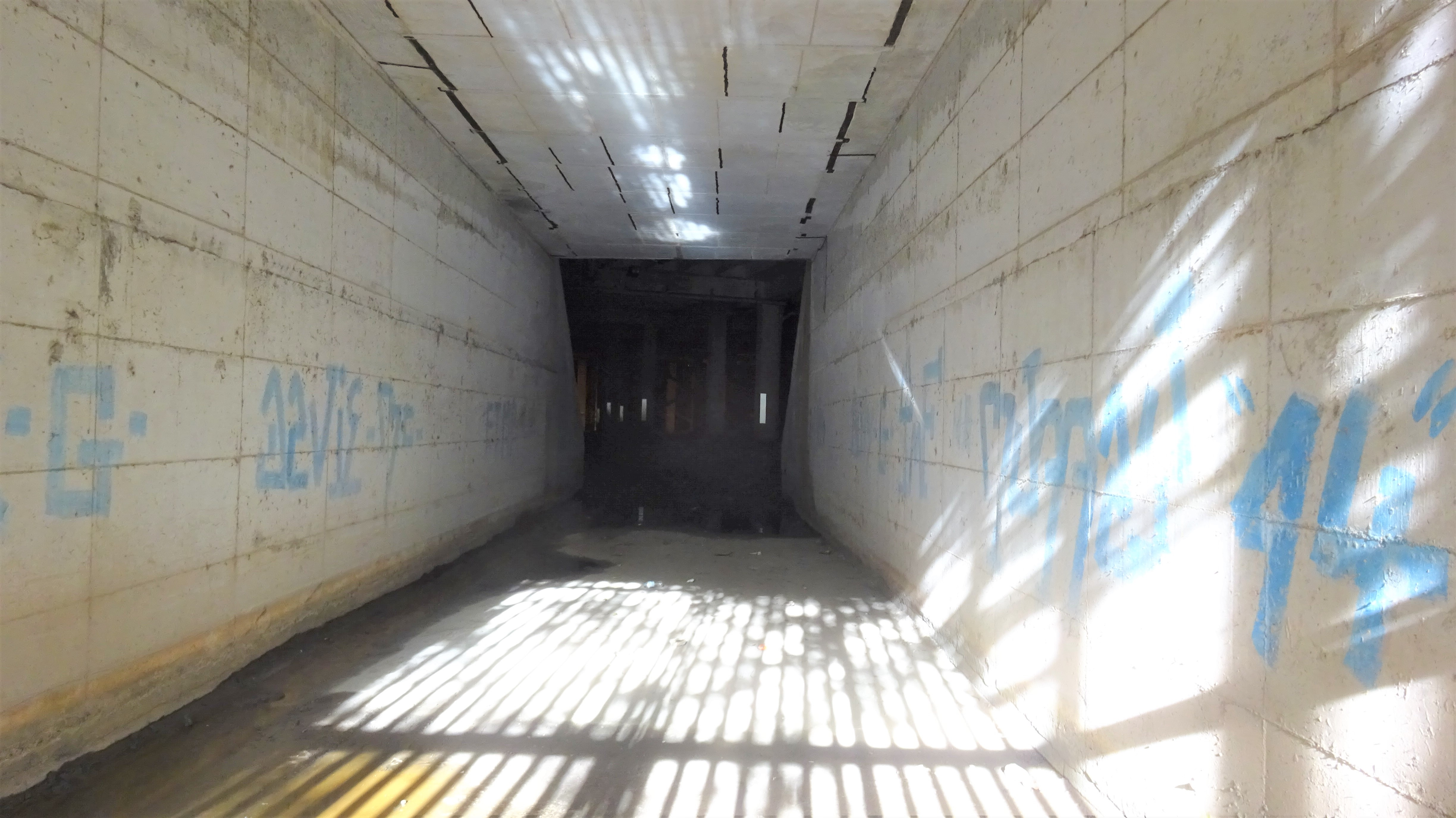
Leito dos trilhos no local da antiga estação de Maryhill, na Glasgow Central Railway

### Glasgow Central Railway
A Caledonian sentiu a necessidade de fazer algo, e um engenheiro independente chamado Charles Forman propôs uma solução: uma Ferrovia Central deveria ser construída em um eixo leste-oeste, conectando Maryhill, no noroeste da cidade, com Dalmarnock, em uma pequena ramificação de Rutherglen na linha principal, no sudeste. Ele passaria pelo centro da cidade ao sul da linha da North British, e teria instalações na Estação Central de Glasgow, além de dar acesso direto a Stobcross e Queen's Dock, ainda uma importante área portuária. A Caledonian considerou ser uma boa ideia e incentivou o desenvolvimento do projeto. Nessa época, a linha que se tornou a Liverpool Overhead Railway estava sendo projetada. A solução de construir uma ferrovia urbana sobre as ruas da área central parecia atraente e relativamente barata e, com base nisso, a Glasgow Central Railway obteve autorização parlamentar em 10 de agosto de 1888.
Os interesses comerciais e a opinião pública em Glasgow só então perceberam o que estava sendo proposto, e um clamor considerável foi tão veemente que a Caledonian reconsiderou, e uma nova lei foi solicitada e obtida no ano seguinte, alterando o plano para uma linha de sub-superfície, como a North British. Conseguir a Lei era uma coisa, mas a engenharia detalhada de uma ferrovia subterrânea através do centro da cidade, com grandes edifícios que não podiam ser perturbados, era diferente. A Caledônia decidiu fazer a obra por conta própria, ainda empregando a empresa de engenharia que concebeu o projeto, e a empresa foi absorvida em 31 de maio de 1890. Nenhuma obra física havia sido iniciada naquela época.
Apesar das dificuldades, a ideia da linha era tão atraente que um ramal foi proposto, indo de Bridgeton Cross via Tollcross até Carmyle (na Rutherglen and Coatbridge Line, da Caledonian), e até Newton na linha principal. Essa extensão, muitas vezes informalmente referida como Tollcross Line, foi autorizada por Lei do Parlamento em 25 de julho de 1890. A construção foi prodigiosamente difícil: cinco das sete milhas eram subterrâneas; e as autoridades da cidade, agora alertadas para a necessidade de exigir o devido respeito pela estética das ruas de Glasgow, prestaram muita atenção aos planos e práticas da empresa.

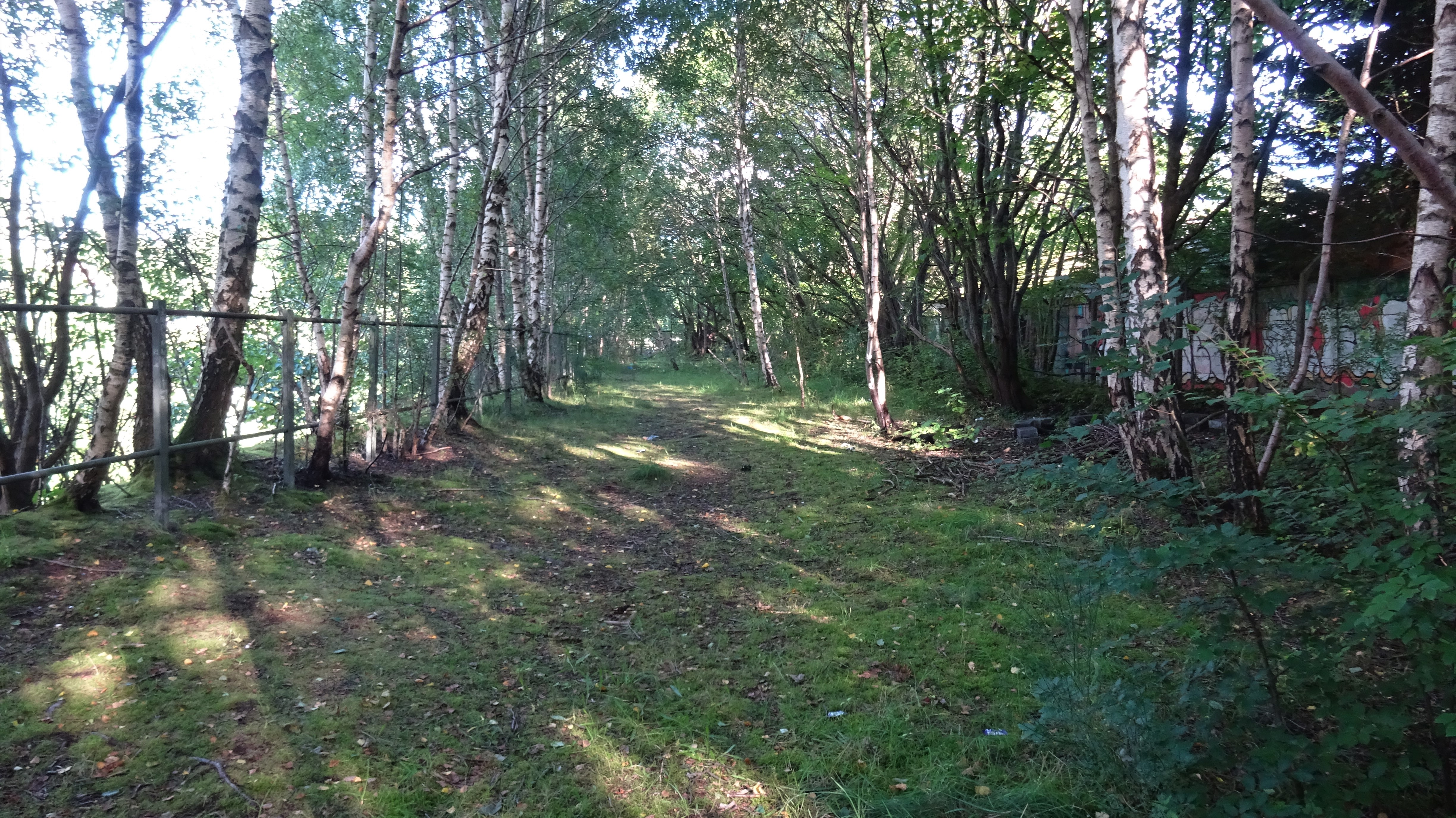
Local do leito dos trilhos em direção à ponte sobre o rio Kelvin, próximo à antiga estação de Maryhill

.

### Abertura
Finalmente a construção estava entrando nos estágios finais. A seção de Maryhill a Stobcross foi aberta ao tráfego de minérios (para Queens Dock) em 26 de novembro de 1894. (Lanarkshire and Dumbartonshire abriu de Maryhill a Junção de Balornock no mesmo dia.) Os trens de passageiros começaram a operar de Rutherglen para Glasgow Cross em 1º de novembro de 1895, e toda a linha foi aberta ao tráfego em 10 de agosto de 1896. Glasgow Central tinha duas plataformas insulares e quatro trilhos. A seção Tollcross foi inaugurada em 1º de fevereiro de 1897.
O tráfego de mercadorias era extremamente importante na época e foi consideravelmente simplificado: em vez de usar a North British Railway de Sighthill a Stobcross, os trens agora podiam circular pela linha Central ou, alternativamente, pela linha Possil da Lanarkshire and Dumbartonshire Railway.

### Propostas antecipadas de eletrificação
Exceto nas extremidades, a linha passava por túneis contínuos e era operada por trens a vapor (algumas locomotivas foram equipadas com equipamento de condensação). 130 trens de passageiros circulavam diariamente em cada sentido, e o tráfego pesado de minerais para Stobcross usava a rota. A ventilação e iluminação das estações subterrâneas eram ruins, e o ambiente atraiu muitas críticas. Neste momento, o desenvolvimento técnico sugeriu que a tração elétrica poderia ser viável. A Central London Railway estava sendo construída nesse sistema (foi inaugurada em 1900). Os bondes de rua também usavam eletricidade, embora não sem problemas no início.
A Caledonian decidiu eletrificar a linha, e este processo na Glasgow Central Railway, na Tollcross Line e outras ferrovias foi autorizada pelo Parlamento Britânico em 2 de agosto de 1898. Além da imaturidade da tecnologia, havia alguns problemas práticos, principalmente com relação a tráfego pesado de minerais, que exigiria uma troca de motor ao se aproximar da linha e novamente em Stobcross. Tendo garantido as atribuições, a Caledonian não deu continuidade à ideia e essas atribuições caducaram.

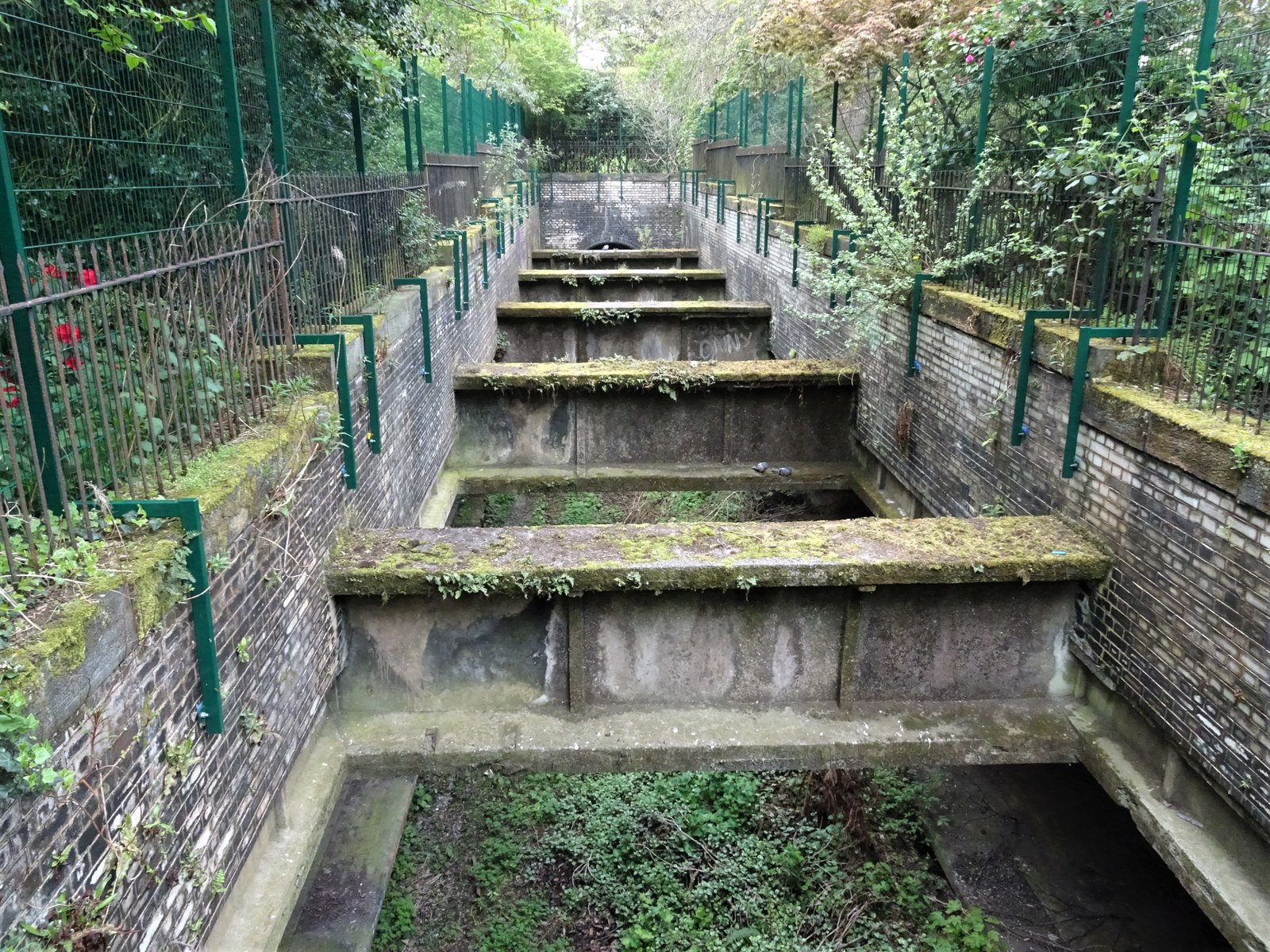
Vista noroeste da antiga estação Botanic Garden em direção a Kirklee. Era subterrânea, mas os dutos de ar ainda permitem que as plataformas sejam vistas. O prédio no nível da rua, atrás da posição da câmera, incendiou-se em 1970

.

### Conexões no extremo oeste
A extremidade leste da ferrovia proposta alimentava a rede da Caledonian em direção a Hamilton, Motherwell e Coatbridge. No extremo oeste, alimentava o Queen's Dock em Stobcross, além do importante subúrbio de Maryhill, e também a vizinha Dawsholm, que era quase inteiramente industrial; por muitos anos, houve uma importante fábrica têxtil ali, e uma grande fábrica de gás foi estabelecida na área em 1871 e ampliada posteriormente. Muita indústria suplementar, incluindo fábricas de produtos químicos, também se estabeleceu por lá. A Estação Dawsholm funcionou apenas até 1908 como uma estação de passageiros, mas desenvolveu sua importância industrial no transporte de cargas.
Simultaneamente com a construção da Glasgow Central Railway, a Caledonian estava incentivando a promoção e construção da Lanarkshire and Dumbartonshire Railway (A empresa usou a grafia Dumbartonshire, embora o uso posterior para o condado tenha adotado uma grafia com a letra "n", Dunbartonshire).
A ideia era ligar Balloch e Dumbarton com a margem norte do rio Clyde à linha central, com conexão era em Stobcross, e também para uma nova estação de passagem em Maryhill continuando para Possil e um cruzamento em Balornock, na linha principal da Caledonian em Buchanan Street. A rota tomada pelo L&DR incorporou uma grande área de indústria pesada recém-estabelecida em North Clydeside e serviu a áreas residenciais em rápido desenvolvimento.
A L&DR foi aberta progressivamente nos anos de 1894 a 1896 e, com a linha Central, foi operada como parte integrante da Caledonian Railway: finalmente a Caledonian garantiu uma rede suburbana no norte e oeste de Glasgow.

### Declínio Pós-Guerra
Desde o início, a Glasgow Central Railway foi considerada pouco atraente para os passageiros; a atmosfera enfumaçada e a condição suja da estação e dos trens eram constantemente comentadas. Os bondes de rua, em contraste, eram frequentes, limpos e tinham paradas perto de destinos da cidade que a ferrovia nem sempre conseguia igualar. As ferrovias foram nacionalizadas em 1948, e a duplicação de linhas para passageiros e mercadorias era uma desvantagem, agora que a concorrência era irrelevante. Algumas estações individuais já haviam sido fechadas, e a linha também o foi destinada a passageiros entre Maryhill e Stobcross em 2 de novembro de 1959, embora o tráfego de mercadorias e minerais continuasse de Possil via Maryhill para Queen's Dock até 14 de agosto de 1960; após essa data, um serviço para Kelvinbridge continuou até 6 de julho de 1964.
A rota da North British Railway para Helensburgh foi selecionada para modernização e eletrificada em 1960, causando uma revolução na conveniência dos passageiros. Isso apenas exagerou a percepção negativa da Glasgow Central Railway e, em 5 de outubro de 1964, a rede da ferrovia Central foi fechada ao tráfego de passageiros. A linha Possil também perdeu o tráfego de mercadorias, pois simplesmente fazia paralelo com a rota da NBR. Uma curta seção servindo Tollcross à partir de Carmyle foi a única remanescente para trens de mercadorias, durando até 4 de abril de 1966.

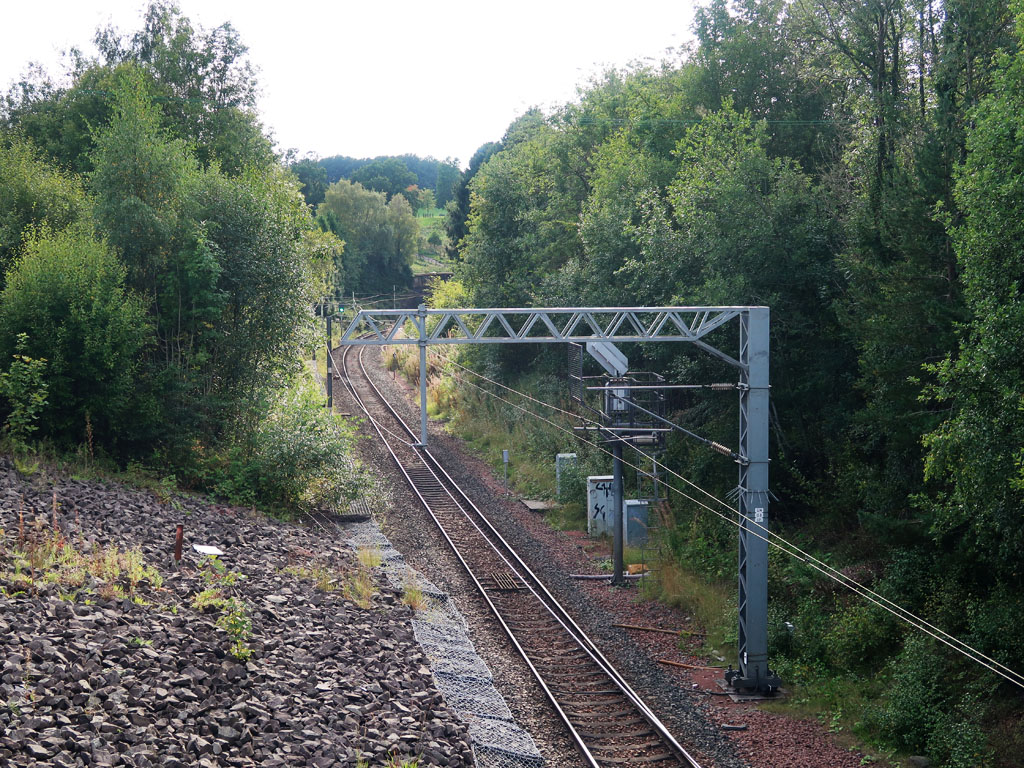
Linha ferroviária da Argyle Line entre as cidades de Hamilton e Motherwell

### Argyle Line
Por alguns anos, a linha permaneceu sem uso. Então, na década de 1970, o clima político de Glasgow mudou em favor do transporte ferroviário. A Greater Glasgow Passenger Transport Authority decidiu financiar a reabertura de parte da Glasgow Central Railway, como uma linha de ligação de passageiros de um cruzamento perto de Partick, na linha elétrica North British Railway, para Rutherglen. A autoridade financeira foi concedida em 1974 e em 1º de novembro de 1979 a nova Argyle Line foi oficialmente inaugurada, com os serviços públicos se iniciando no dia 5 daquele mês. A junção divergente em Partick levando à Argyle Line foi transformada em uma junção separada: os trens para o leste mergulhavam sob a linha NBR e convergiam com a linha para o oeste em Stobcross, renomeada Finnieston (e mais tarde chamada Exhibition Centre).
Uma nova estação foi instalada na Argyle Street; as plataformas estão abaixo do centro da rua e, à época, não era para pedestres. Assim, o acesso a partir da plataforma insular desce para cruzar sob a via, antes de subir para um edifício ao lado da rua.
A Argyle Line foi um sucesso considerável e os trens passaram a Hamilton Circle e Lanark, embora este último tenha sido redirecionado para sua rota anterior de Rutherglen para a estação de nível alto da estação Glasgow Central em 2013. Há uma frequência de tipicamente oito trens/hora pela linha em cada sentido, operados pela ScotRail.

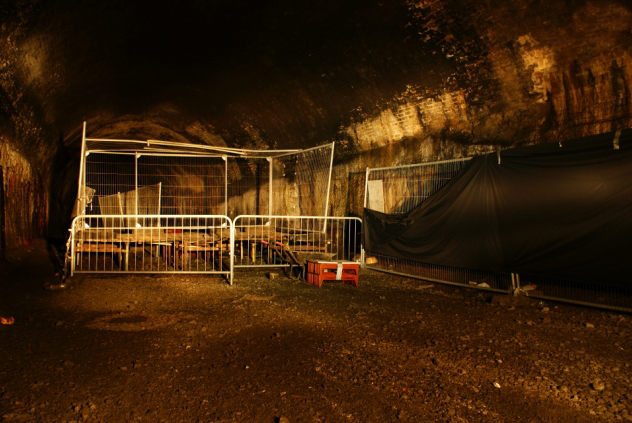
Antigo Kelvingrove Tunnel, túnel ferroviário abandonado que antes servia à Glasgow Central Railway sob Kelvingrove Park, entre as estações Kelvinbridge e Stobcross

## Sinalização
A sinalização na longa e difícil seção do túnel era convencional, usando o sistema chamado Tyers Lock and Block, mas os próprios sinais não tinham braços de semáforo; em vez disso, tinham uma placa ascendente que exibia as cores noturnas usuais das lâmpadas a óleo para os condutores. Isso sujeitou a Caledonian e sua ferrovia sucessora a críticas, já que as condições do túnel esfumaçado, entre outros transtornos, causavam dificuldades para os condutores. O intenso serviço ferroviário e as eventuais falhas do sistema de fechaduras e bloqueios parecem ter estimulado os sinalizadores a adotarem práticas irregulares para lidar com os problemas. O objetivo do sistema de bloqueio e era impedir que os sinalizadores aceitassem um trem até que um anterior tivesse passado e os sinais de perigo restaurados.
Uma inovação notável com uma forma de sinalização de energia foi instalada em Stobcross. A estação ficava em um local muito apertado, já fortemente construído. Na extremidade leste, onde a linha emergia do trecho do túnel, havia uma curva acentuada e ali deveria ser localizada uma caixa de sinalização: "Stobcross East". No local onde deveria estar a caixa de sinalização para permitir ao sinaleiro observar a passagem e localização dos trens, havia espaço inadequado para uma caixa convencional. A solução adotada foi construir um sistema mestre-escravo: uma caixa de sinalização com pessoal foi colocada onde a visibilidade dos trens era conveniente, e uma caixa dependente com intertravamento total foi colocada em um espaço conveniente, mas onde a visibilidade era ruim. A última caixa normalmente não tinha pessoal e era operada por energia hidráulica da caixa com pessoal, que continha os instrumentos de bloco. A inovação não foi um sucesso e, em 1909, foi substituída por um arranjo de caixa de sinalização convencional.
Alguns dos sinais na seção do túnel eram de disco e alguns sinais de semáforo nas estações entre os túneis tinham braços encurtados. Em 1956, uma moderna sinalização de luz colorida foi instalada na linha, controlada de Stobcross e Bridgeton, com controle de circuito de via intermediária. Isso permitiu o fechamento de caixas em Glasgow Central, Dalmarnock, Glasgow Green, Glasgow Cross, Anderston Cross e Partick Central. Cada sinal tinha um colocador de detonador elétrico.

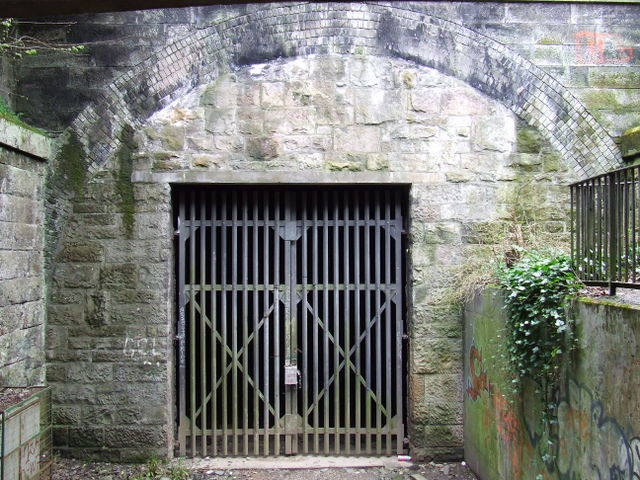
Lado externo do antigo Kelvingrove Tunnel

### Acidentes
As condições especiais de trabalho intensivo nas seções do túnel dificultaram a tarefa. Os sinalizadores e condutores estavam sob pressão para operar o serviço de trens pesados com eficiência, nas condições mais desafiadoras.
Para evitar a parada de trens de passageiros em seções de túneis, um relaxamento das regras estava em vigor, permitindo a liberação do sinal inicial (protegendo a entrada em uma área de estação) sem deixar o trem totalmente ou quase parado. A consequência disso era que os condutores raramente encontravam qualquer sinal de perigo, e alguns estavam acostumados a deixar de procurá-lo. Muitos dos sinais eram do tipo de braço ou disco em miniatura, e os sinais do túnel eram lâmpadas a óleo de desempenho inconsistente. As condições dos túneis com fumaça dificultavam a localização do sinal. A circulação fora de sequência e a circulação pesada de mercadorias especiais e trens de excursão aumentaram a carga dos sinaleiros.
Uma colisão traseira ocorreu perto de Anderston, em 1900, quando um sinaleiro usou irregularmente uma chave de cancelamento, que anulou os controles do sistema de bloqueio e permitiu que um segundo trem entrasse na seção. Em 1939, ocorreu uma colisão lateral em Stobcross, quando dois trens foram aceitos simultaneamente até a junção convergente do oeste; isso era impróprio, pois não havia sobreposição disponível. Um dos trens ultrapassou o sinal de que estava em perigo.
Em 1949, ocorreu uma colisão traseira em Glasgow Cross; um trem de passageiros dirigido por um condutor experiente passou por vários sinais de parada em perigo; os baixos padrões de atenção à manutenção dos equipamentos de sinalização foram expostos e ficou claro que os condutores estavam acostumados a percorrer a linha sem conseguir ver muitos dos sinais.
Em 1951, ocorreu uma colisão traseira em Stobcross; um sinaleiro manuseava os instrumentos de bloqueio de forma irregular e havia dois defeitos do lado errado no sistema de bloqueio que permitiram isso. No ano seguinte, ocorreu uma colisão traseira em Bridgeton Cross. Na ocasião, um trem parou no trecho mas um sinaleiro pensou que ele havia passado e que o aparelho Lock-and-Block havia falhado; então, ele liberou indevidamente a trava e sinalizou a passagem do trem seguinte.

## Topografia

### Linha Original
Durante grande parte de sua rota, a linha estava em um túnel raso de corte e cobertura, e os gradientes eram impostos pelos níveis da estrada. A estação Glasgow Central estava em um mergulho para permitir que a passarela entre as plataformas cruzasse a linha, abaixo da estação principal.
Lista de localização:

#### Ramal de Dawsholm
- Dawsholm; inaugurada em 1.º de Outubro de 1896; fechada em 1.º de Maio de 1908;

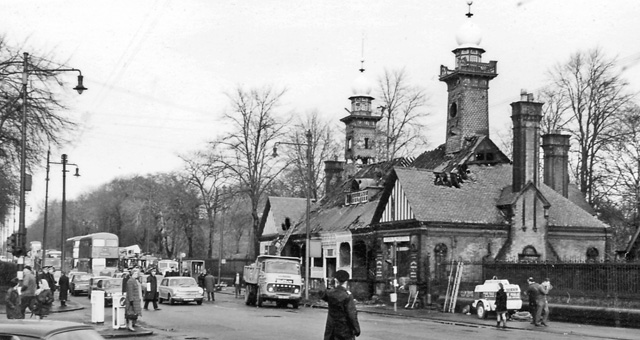
Vista do prédio da antiga estação Botanic Garden, um dia após ao incêndio de 22 de Março de 1970, ainda sendo possível ver equipes trabalhando

- Junção de Kirklee;

#### Linha Principal
- Maryhill; inaugurada em 10 de Agosto de 1896; renomeada como Maryhill Central em 1952; fechada em 5 de Outubro de 1964;
- Junção de Kirklee; veja acima;
- Kirklee; inaugurada em 10 de Agosto de 1896; fechada em 1.º de Janeiro de 1917; reaberta em 2 de Junho de 1919; fechada novamente em 1.º de Maio de 1939;
- Jardim Botânico; inaugurada em 10 de Agosto de 1896; fechada em 1.º de Janeiro de 1917; reaberta em 2 de Junho de 1919; fechada novamente em 1.º de Maio de 1939;
- Kelvin Bridge; inaugurada em 10 de Agosto de 1896; fechada em 1.º de Janeiro de 1917; reaberta em 2 de Junho de 1919; fechada novamente em 4 de agosto de 1952;
- Stobcross; inaugurada em 1.º de Maio de 1896; fechada em 3 de Agosto de 1959;
- Anderston Cross; inaugurada em 10 de Agosto de 1896; fechada em 3 de Agosto de 1959;
- Glasgow Central; inaugurada em 10 de Agosto de 1896; fechada em 5 de Outubro de 1964;
- Glasgow Cross; inaugurada em 1.º de Novembro de 1895; fechada em 5 de Outubro de 1964;
- Glasgow Green; inaugurada em 1.º de Novembro de 1895; fechada em 1.º de Janeiro de 1917; reaberta em 2 de Junho de 1919; fechada novamente em 2 de Novembro de 1953;
- Bridgeton Cross; inaugurada em 1.º de Novembro de 1895; fechada em 5 de Outubro de 1964;
- Dalmarnock; inaugurada em 1.º de Novembro de 1895; fechada em 5 de Outubro de 1964.

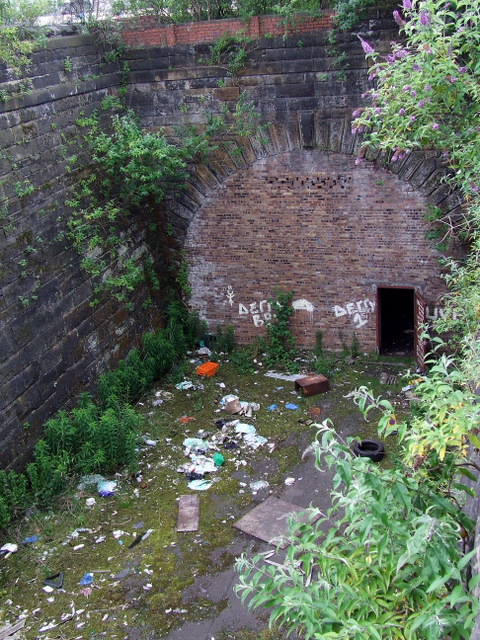
Portal leste, fora da estação Parkhead Stadium, do túnel que transportava a linha da Caledonian Railway sob a London Road até a estação de Bridgeton

#### Tollcross Line
- Bridgeton Cross; veja acima;
- Parkhead; inaugurada em 23 de Novembro de 1870; renomeada Parkhead Stadium em 1952; fechada em 5 de Outubro de 1964;
- Tollcross; inaugurada em 1.º de Fevereiro de 1897; fechada em 5 de Outubro de 1964;
- Carmyle; estação na Rutherglen and Coatbridge Line; fechada em 5 de Outubro de 1964;
- Junção de Carmyle;
- Newton; estação na linha principal.

A linha continuou para Rutherglen usando o ramal de London Road.

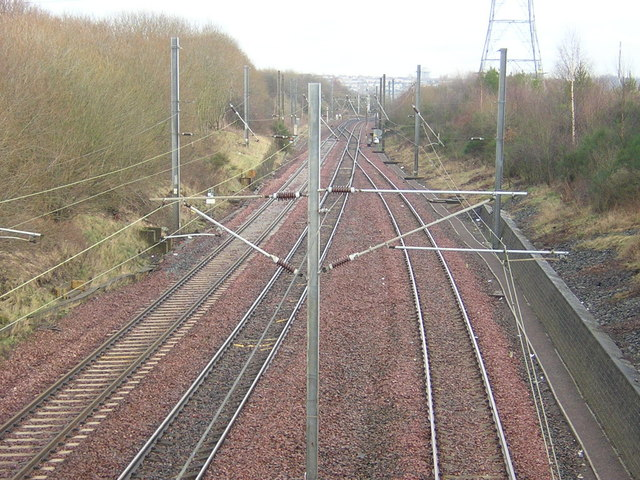
Ferrovia da Argyle Line próximo a Newton

### Linha de 1979
- Junção de Partick; na Queen Street Line;
- Finnieston; renomeada Exhibition Centre em 1986;
- Anderston;
- Glasgow Central;
- Argyle Street;
- Bridgeton;
- Dalmarnock;
- Rutherglen.